# Chemische synthese
Chemische synthese is het kunstmatige bereidingsproces van chemische verbindingen uit andere chemische verbindingen en elementen. 
Een stof die middels chemische synthese bereid is, wordt doorgaans een synthetische stof genoemd. De gebruikte uitgangsstoffen kunnen wel van natuurlijke oorsprong zijn. Zo worden in de organische chemie kunststoffen (plastics) chemisch bereid uit aardolieprodukten. In de anorganische chemie wordt ammoniak onder hoge druk en temperatuur bereid uit een mengsel van atmosferische stikstof en waterstof (verkregen uit waterdamp): het Haber-Boschproces.
Wanneer de chemische structuur en opbouw van een synthetisch bereide (moleculaire) stof hetzelfde is als bij een stof die in de levende natuur voorkomt, is er sprake van een natuuridentieke (synthetische) stof. 
In het geval van voedingssupplementen of geneesmiddelen is het vaak goedkoper om de stof te synthetiseren (natuuridentiek na te maken) dan uit planten te halen. De werkzaamheid van de natuurlijke versus de natuuridentieke, synthetische voedingsstof, of het biologische versus het synthetische geneesmiddel, kan verschillen. Bijvoorbeeld, de synthetische vorm van vitamine E (DL-alfa-tocoferol) heeft een kleinere antioxidatieve werking dan de natuurlijke variant (D-alfa-tocoferol), doordat de chemische opbouw licht afwijkt. Het synthetiseren van verbindingen is een van de kenmerkende taken van een chemicus. Chemische syntheses worden uitgevoerd in chemische fabrieken en in laboratoria.

## Proces van synthese
De basis van een synthese is een chemische reactie. 
Een synthese behelst achtereenvolgens het: 
1. mengen van grondstoffen en hulpstoffen;
2. creëren van de juiste condities (met name de juiste temperatuur);
3. isoleren van de gewenste stof uit het mengsel van grondstoffen, gewenste stof en bijproducten. Daarbij moet het gewenste reactieproduct worden gezuiverd van verontreinigingen.

Vaak moet dit proces een aantal keren worden herhaald, waarbij het product telkens dichter bij de gewenste stof komt: de meerstaps-synthese.
Stel dat men een stof X wil synthetiseren. Men kent een manier om X te maken uit stof A en B, maar die stoffen (of een van de twee) zijn niet verkrijgbaar. Dus moet men op zoek naar een methode om A en/of  B te maken. De daarvoor benodigde  grondstoffen moeten wellicht weer uit andere stoffen gemaakt worden. Het ontwikkelen van een synthesemethode bestaat dan ook vaak uit het zoeken naar een syntheseroute, waarin de chemicus stapsgewijs tot het resultaat komt.
Bij elke synthesestap zal minder dan de theoretische opbrengst bereikt worden. Een deel van de grondstoffen gaat altijd verloren door vorming van bijproducten, en een gedeelte van de gewenste stof gaat verloren bij het zuiveren van het product.
Hoe groter het aantal stappen dat nodig is, hoe groter het belang van een hoge opbrengst bij elk van die stappen. Als een syntheseroute bijvoorbeeld uit 5 stappen bestaat, en elke stap heeft een opbrengst van 70% (ofwel er gaat 30% verloren) zal uiteindelijk slechts 17% van de uitgangsstoffen zijn omgezet in product. Dit totaalrendement van de synthese kan in de praktijk het best worden verbeterd door te zoeken naar zo kort mogelijke syntheseroutes.